# Букин, Василий Иванович
Василий Иванович Букин (16 декабря 1878 года, Область Войска Донского — 12 сентября 1918 года, Царицын) — русский военачальник. Полковник Войска Донского. Участник Русско-Японской и Первой мировой войн — кавалер Георгиевского оружия.

## Биография
Родился 16 декабря 1878 года в области Войска Донского. По вероисповеданию — православный. Получил домашнее образование, затем окончил Новочеркасское казачье юнкерское училище.
С 13 января 1900 года — хорунжий. С 13 января 1901 года — сотник. Окончил Офицерскую стрелковую школу. С 13 января 1905 года — подъесаул. С того же года — есаул. Участник Русско-Японской и Первой мировой войн. По состоянию на 10 января 1914 года служил в 6-й Донской казачьей отдельной сотне в том же чине. По состоянию на 3 апреля 1915 года служил в 47-м Донском казачьем полку в том же чине.

### Георгиевский подвиг
Награждён Георгиевским оружием: 
47-го Донского казачьего полка Войсковому Старшине Василию Букину за то, что, будучи в чине Есаула, 16-го Августа 1915 года, когда части нашей кавалерии отошли со своей позиции, обнажив правый фланг пехотного полка, причём немцы уже заняли находившиеся на фланге этого полка г. дв. и д. Разулино и угрожали отрезать полк, со своей сотней, несмотря на сильный огонь противника, заняв позицию, отразил натиск обошедших немцев, не дал им зайти в тыл нашей пехоте и удержался на занятой позиции до вечера, когда получил приказание отойти
По состоянию на 18 марта 1917 года - там же, в чине войскового старшины. С 18 марта 1917 года — полковник 47 ДКП. 27 мая 1917 г. зачислен в комплект Донских казачьих полков. 5 августа 1917 года состоящий в комплекте Донских казачьих полков полковник Букин Василий Иванович назначен командиром 5-го Донского казачьего войскового атамана Власова полка 2-й бригады 5-й кавалерийской дивизии.

## Гражданская война и казнь
В январе 1918 года повёл свой полк с фронта на Дон в полном порядке, при соблюдении воинской дисциплины. В начале февраля прибыл с полком в Царицын. Эшелон был окружён и разоружен большевиками. Сам Букин был арестован и заключён в Царицынскую тюрьму. От службы у большевиков отказался.
Во время первой обороны Царицына большевиками 10 сентября 1918 года переведён из тюрьмы на баржу. Расстрелян 12 сентября 1918 года, тело спущено в Волгу.
По альтернативной версии, баржа была затоплена в Волге вместе со всеми находившимися на ней офицерами, включая ранее служивших большевикам, по личному указанию Сталина, что во время первой обороны Царицына проделывалось неоднократно «в назидание остальным военспецам».

## Награды
- Орден Святого Владимира 4 степени с мечами и бантом (3 апреля 1915)[1];
- Орден Святой Анны 2 степени с мечами (21 июля 1915)[1];
- Орден Святой Анны 3 степени (9 июля 1909) с мечами и бантом (8 марта 1916)[1];
- Орден Святого Станислава 3 степени с мечами и бантом (1906)[1];
- Георгиевское оружие (2 ноября 1916)[1].